# Marchais
Marchais es una comuna francesa situada en el departamento de Aisne, de la región de Alta Francia.

## Geografía
Está ubicada a 13 km al este de Laon.

## Demografía
| 374 | 392 | 343 | 384 | 364 | 381 | 364 | 423 |
| Para los censos de 1962 a 1999 la población legal corresponde a la población sin duplicidades (Fuente: INSEE [Consultar]) |     |     |     |     |     |     |     |

## Monumentos
El castillo es propiedad de la familia Grimaldi desde 1854.